# 페르소나

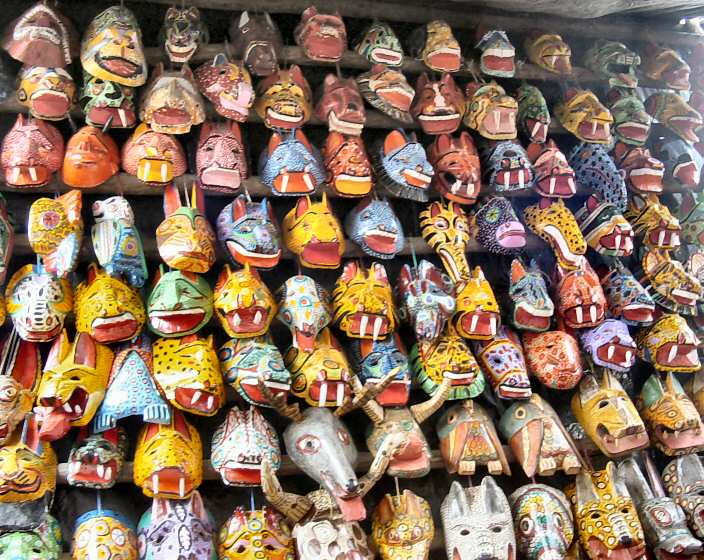
라틴어에서 페르소나는 원래 "탈"을 뜻했다.

페르소나(persona, 페르소나에 또는 페르소나스라고도 한다)는 사회 역할이나 배우에 의해 연기되는 등장인물이다. 이 단어는 원래 연극에서 쓰이는 탈(mask; character)을 뜻하는 라틴어에서 유래됐다. 라틴어 단어는 그리스어 πρόσωπον (prosōpon)에서 온, 같은 의미의 에트루리아어 단어 "phersu"에서 유래했다. 로마 후기에 다른 사람이 같은 역할을 맡을 수 있다는 것이 명백해지고, 권리, 권한 및 의무 등의 법적 특성이 역할을 이었을 때, 이 의미는 연극 공연이나 법원의 "등장인물"을 나타내는 것으로 바뀌었다. 동일한 개인은 배우처럼 때로는 같은 법정 출두에서 각각 자신의 법적 특성으로, 서로 다른 역할을 연기할 수 있다. 정리하면 페르소나는 가면을 뜻하는 그리스어로 개인이 사회적 요구들에 대한 반응으로서 밖으로 표출하는 공적 얼굴이다. 특히, 실제 성격과는 다르지만, 다른 사람들의 눈에 비치는 한 개인의 모습을 의미한다. 참고로, 페르소나는 영화 등에서  감독이 '자신의 분신처럼 아끼고 사랑하는 배우'를 뜻한다.

## 같이 보기
- 또 다른 자아
- 도펠겡어
- 예명
- 가명
- 필명